# Galax
Galax est une ville américaine indépendante située au sud-ouest du Commonwealth de Virginie entre les comtés de Carroll et Grayson. Selon le recensement de 2010, la population est de 6 941 habitants.
Galax est célèbre pour ses musiciens Old-time et pour son célèbre festival musical Old Fiddler's Convention.